# Charles Henry Wright
Charles Henry Wright (1864-1941) fue un botánico, algólogo y pteridólogo inglés.
Desarrolló su carrera en los laboratorios del Real Jardín Botánico de Kew.

## Algunas publicaciones
- charles h. Wright. 1926. Clistoyucca Arborescens. Editor H.M. Stationery Office, 52 pp.

- ---------------------------, daniel Dewar. 1894. Johnson's Gardener's Dictionary. Editor George Bell & s. 1.069 pp.

- ---------------------------. 1888. Mosses of Madagascar. Edición reimpresa de West, Newman, 8 pp.

- La abreviatura «C.H.Wright» se emplea para indicar a Charles Henry Wright como autoridad en la descripción y clasificación científica de los vegetales.[1]

Se poseen 486 registros IPNI de sus descripciones y nombramientos, solo o con otros autores, de nuevas especies.